# Effet Kerr optique
L'effet Kerr optique correspond à une biréfringence induite par un champ électrique variable, proportionnelle au carré de ce champ.  Il a été observé pour la première fois, pour des molécules présentant des directions de plus grande polarisabilité, par les physiciens français Guy Mayer et François Gires, en 1963. Une intensité lumineuse suffisante fut obtenue grâce à un laser déclenché,,,,.

## Théorie
De même que l'effet Kerr statique, cet effet d'optique non linéaire apparaît au troisième ordre.
Pour l'interpréter, considérons un champ électrique {\displaystyle \mathbf {E} (t)=E(t)\mathbf {e_{z}} =E_{0}\cos {(\omega t)}\mathbf {e_{z}} } dans un milieu de susceptibilité électrique d'ordre 3, notée {\displaystyle \chi ^{(3)}}. La décomposition en puissance du champ électrique de la polarisation comporte un terme d'ordre 3, noté {\displaystyle \mathbf {P} ^{(3)}(t)}, d'expression 
{\displaystyle {\begin{aligned}\mathbf {P} ^{(3)}(t)&=\varepsilon _{0}\chi ^{(3)}E^{3}(t)\mathbf {e_{z}} \\\ &={\frac {1}{4}}\varepsilon _{0}\chi ^{(3)}E_{0}^{3}\left[\cos {(3\omega t)}+3\cos {(\omega t)}\right]\mathbf {e_{z}} ,\end{aligned}}}
où {\displaystyle \varepsilon _{0}} est la permittivité diélectrique du vide.
Le terme correspondant à l'effet Kerr optique est associé au terme de pulsation {\displaystyle \omega }, d'amplitude {\displaystyle {\frac {3}{4}}\varepsilon _{0}\chi ^{(3)}E_{0}^{2}E(t)}. En ne considérant que l'effet de ce terme, la polarisation du milieu {\displaystyle \mathbf {P} (t)} est
{\displaystyle \mathbf {P} (t)=\varepsilon _{0}\left(\chi ^{(1)}+\Delta \chi \right)\mathbf {E} (t)},
avec une variation de la susceptibilité {\displaystyle \Delta \chi ={\frac {3}{4}}\chi ^{(3)}E_{0}^{2}}. Or l'indice de réfraction {\displaystyle n} étant lié à {\displaystyle \chi } par la relation {\displaystyle n=(1+\chi )^{1/2}}, cette variation se traduit par une modification de l'indice lumineux 
{\displaystyle \Delta n={\frac {\Delta \chi }{2n_{0}}}={\frac {3}{8}}{\frac {\chi ^{(3)}E_{0}^{2}}{n_{0}}}}, pour {\displaystyle \Delta n\ll n_{0}}, avec {\displaystyle n_{0}=(1+\chi ^{(1)})^{1/2}}.

## Applications
L'effet Kerr optique intervient dans le phénomène d'autofocalisation, impliqué dans le fonctionnement d'un laser femtoseconde, ainsi que dans l'automodulation de phase, permettant la production de solitons optiques, utilisés dans les télécommunications par fibre optique.